# Jenny (auteure)
Pour les articles homonymes, voir Jenny.
 (octobre 2018).
Si vous disposez d'ouvrages ou d'articles de référence ou si vous connaissez des sites web de qualité traitant du thème abordé ici, merci de compléter l'article en donnant les références utiles à sa vérifiabilité et en les liant à la section « Notes et références ».
Jenny (de son vrai nom Jenny Rakotomamonjy) est une dessinatrice et scénariste française de bandes dessinées, née le 27 février 1979 à Tananarive, Madagascar.
Elle participe à la création de l'association d'auteurs amateurs de bande dessinée Chibimag.

## Biographie
Jenny est née le 27 février 1979 à Tananarive (Antananarivo), à Madagascar. À l'âge de 3 ans, elle quitte l'île avec ses parents pour la banlieue parisienne.
Après un bac littéraire, elle suit les cours d'Arts Plastiques du Centre Saint Charles (Paris 15e). Puis elle intègre l'École des Gobelins pour y suivre une formation de deux ans dans le cinéma d’animation.
Son diplôme en poche, Jenny coréalise avec Antoine Antin son premier court-métrage d'animation, Le Papillon. Produit par les studios Bibo Films, ce court-métrage remporte le prix Canal J du jury Junior au festival d'Annecy 2002[réf. nécessaire]. Peu après, elle rejoint les studios de Marathon Animation pour y faire du character design sur la série Martin Mystère, puis du storyboard sur Totally Spies!.
En janvier 2005, Jenny réalise sa première bande dessinée : Pink Diary. Par ailleurs, Jenny fait partie des membres fondateurs du studio Chibimag. Elle y réalise des fanzines de bande dessinée aux côtés d’autres dessinateurs. En septembre 2004, elle tient pour la première fois un stand à l'harajuku du festival BD Delcourt de Bercy Village.
Elle y fait la connaissance de Thierry Joor, directeur littéraire des Éditions Delcourt. Elle lui présente son projet, Pink Diary et signe avec lui. Pink Diary finie depuis 2008, Jenny commence une nouvelle série, Mathilde. En 2011, Jenny démarre une nouvelle série, Sara et les Contes perdus, dans le même format que Pink Diary.
Jenny travaille sur un spin-off de la série La Rose écarlate de Patricia Lyfoung, intitulé La Rose Écarlate - Missions et dont 10 tomes sont sortis.
Jenny réside dans le département français d'Eure-et-Loir.

## Œuvres
- Pink Diary (8 tomes - série finie)
- Mathilde (5 tomes - série finie)
- Sara et les contes perdus (6 tomes - série finie)
- La Rose écarlate - Missions (10 tomes - série finie)
- Comme un garçon (6 tomes - série finie)
- Les Mythics (15 tomes - série en cours ; dessins sur les tomes 1 & 10)
- Fin de l'album Les Légendaires : Origines : Razzia
- Les Légendaires Résistance (4 tomes - série en cours)